# Begraafplaats van Chaussée-Notre-Dame-Louvignies
De Begraafplaats van Chaussée-Notre-Dame-Louvignies is een gemeentelijke begraafplaats in het Belgische dorp Chaussée-Notre-Dame-Louvignies, een deelgemeente van de stad Zinnik. De begraafplaats ligt 380 m ten noordwesten van het dorpscentrum (H. Maagdkerk).
Ze heeft een rechthoekig grondplan met een oppervlakte van 4.400 m² en is omgeven door een hoge bakstenen muur.

## Brits oorlogsgraf
Op de begraafplaats ligt het graf van de Britse piloot James Boyd Parnall. Hij was Squadron Leader en  sneuvelde op 14 mei 1940 in de leeftijd van 34 jaar. Zijn graf wordt onderhouden door de Commonwealth War Graves Commission en is er geregistreerd als Chaussee-Notre-Dame-Louvignies Communal Cemetery.